# Adaptive Multi Rate
Pour les articles homonymes, voir AMR.
L'Adaptive Multi Rate (AMR) ou Adaptive Multi Rate narrow-band (AMR-NB) est un format de compression audio de faible bande passante (3,1 kHz) normalisé par l'ETSI. 
Adaptive Multi-Rate (AMR) est un système de compression de données audio optimisée pour le codage de la parole. 
AMR a été adopté comme norme de codec vocal par le 3GPP en octobre 1998 et est maintenant largement utilisée dans les réseaux GSM et UMTS. 
AMR est également un format de fichier pour le stockage audio vocal utilisant le codec AMR. 
Beaucoup de téléphones mobiles modernes permettent de stocker des enregistrements courts au format AMR. AMR est un format de parole et n'est pas capable de donner des résultats optimaux pour d'autres fichiers audio. 
L'extension commune du fichier est "Amr".
Le format AMR est notamment utilisé dans la technologie des téléphones mobiles. Plusieurs variantes sont disponibles : EFR Enhanced Full Rate, FR Full Rate (plein débit) et HR Half Rate (demi débit).
| Mode      | Débit (kbit/s) | Canal | Compatible avec                   |
| --------- | -------------- | ----- | --------------------------------- |
| AMR_12.20 | 12.20          | EFR   | ETSI GSM enhanced full rate       |
| AMR_10.20 | 10.20          | FR    |                                   |
| AMR_7.95  | 7.95           | FR/HR |                                   |
| AMR_7.40  | 7.40           | FR/HR | TIA/EIA IS-641 TDMA full rate     |
| AMR_6.70  | 6.70           | FR/HR | ARIB 6.7 kbit/s full rate (Japon) |
| AMR_5.90  | 5.90           | FR/HR |                                   |
| AMR_5.15  | 5.15           | FR/HR |                                   |
| AMR_4.75  | 4.75           | FR/HR |                                   |
| AMR_SID   | 1.80           | HR    |                                   |

Il existe une version bande élargie (7 kHz) appelée « AMR wide-band » (AMR-WB), normalisé par l'ITU-T sous le nom G.722.2.

## Manipulation du format AMR
Pour lire un fichier audio sur PC (Mac, Windows ou Linux), un lecteur tel que VLC Media Player ou QuickTime convient parfaitement.
Pour en créer, citons comme exemple, QuickTime Pro. 
Pour convertir un fichier .amr dans un format conteneur (ie. WAV), plusieurs outils existent.
Il existe des freewares permettant de jouer les fichiers audio AMR sur PC et de convertir les formats de fichiers multimédias (tels que MP3 ou WAV) en AMR / AWB ou inversement du format AMR à MP3/WAV.